# Gerwyn Price
Gerwyn Price (Markham (Sir Caerffili), Gal·les, 7 de març de 1985) és un jugador de dards gal·lès que competeix a la Professional Darts Corporation (PDC). L'any 2016 entrà al Top32 de l'Ordre de Mèrit de la PDC i poc després guanyà el seu primer títol Pro Tour PDC. L'anys 2017 fou el subcampió de l'UK Open, la seva primera final important. Price també jugà a rugbi a 15 a la Premier Division de Gal·les.

## Rugbi
Price jugà com a taloner a la Premier Division gal·lesa en equips com el Neath RFC i el Cross Keys RFC, així com en equips de rugbi a 13 com el South Wales Scorpions. També participà breument a la lliga Pro12 fent pinya amb els Glasgow Warriors com a substitut dels seus jugadors titulars en cas de lesió. L'any 2014 acabà la seva carrera com a jugador de rugbi per concentrar-se plenament en la dedicació als dards.

## Dards
Price començà a jugar a dards per la seva banda al local Markham Welfare, abans de jugar a la Super Lliga per Aberbargoed. El jugador de dards gal·lès Barrie Bates l'aconsellà que entrés a l'Escola de Qualificació per a unir-se a la Professional Darts Corporation (PDC) el gener de 2014 i Price ho aconseguí en el segon esdeveniment. Guanyà sis partits en l'últim dia amb una victòria 5–3 sobre Rowby-John Rodriguez per a guanyar una carta de dos anys de gira. Es qualificà per l'UK Open de 2014 i perdé 5–2 contra Aden Kirk a la segona ronda. En dues ocasions assolí els setzens de final del Campionat de Jugadors durant la primera meitat de 2014, perdent contra Michael van Gerwen i Stephen Bunting. El juliol d'aquell mateix any, aconseguí una mitjana de 98.32 punts quan batí l'anterior número 1 mundial anterior, Colin Lloyd per 6–2 a l'Open Europeu de Dards. A la segona ronda s'avançà 2–0 contra Gary Anderson però acabà perdent 6–3. Al 13è Campionat de Jugadors, eliminà a Lloyd, Kirk, James Wade i Wayne Jones per a avançar per primera vegada als quarts de final, on fou eliminat 6–5 per Adrian Lewis.
Es qualificà pel PDC European Tour a Leipzig a mitjans de setembre. Allà, batí Bernd Roith 6–3 a la primera ronda per a enfrontar-se a Steve Beaton a la segona ronda. Gràcies a una gran actuació, la qual inclogué la puntuació final més alta del torneig amb 167 punts, eliminà Beaton 6–3 i guanyà a Vincent van der Voort a la següent ronda. Gairebé es classificà pel World Grand Prix de 2014, a la plça vacant de semifinals, però fou batut 6–3 als quarts de final per Andy Hamilton. L'impressionant inici de Price al món dels dards continuà quan assolí la seva primera semifinal 19è Campionat de Jugadors on perdé 6–3 contra Ian White.

## Resultats de Campionat del Món

### PDC
- 2015: Primera ronda (eliminat per Peter Wright 0–3)
- 2016: Primera ronda (eliminat per Andrew Gilding 0–3)
- 2017: Primera ronda (eliminat per Jonny Clayton 1–3)
- 2018: Tercera ronda (eliminat per Michael van Gerwen 2–4)

## Finals de torneig

### Finals PDC importants: 1 (1 subcampionat)
| Resultat  | Núm. | Any  | Campionat | Adversari a la final | Puntuació |
| Subcampió | 1.   | 2017 | UK Open   | Peter Wright         | 6–11 (l)  |

### Finals PDC d'equips: 1 (1 subcampionat)
| Resultat    | Núm. | Any  | Campionat             | País    | Company d'equip | Adversaris a la final                                      | Puntuació |
| Subcampions | 1.   | 2017 | Copa del Món de dards | Gal·les | Mark Webster    | Països Baixos (Michael van Gerwen i Raymond van Barneveld) | 1–3 (m)   |

## Historial d'actuacions
| Torneig                         | 2014             | 2015             | 2016             | 2017             | 2018 |
| ------------------------------- | ---------------- | ---------------- | ---------------- | ---------------- | ---- |
| Campionat del Món de la PDC     | DNP              | 1R               | 1R               | 1R               | 3R   |
| The Masters                     | No va qualificar | No va qualificar | No va qualificar | No va qualificar | QF   |
| UK Open                         | 2R               | Prel.            | 3R               | F                | QF   |
| Premier League de dards         | DNP              | DNP              | DNP              | DNP              | 10è  |
| World Matchplay                 | DNQ              | QF               | 2R               | 1R               | 1R   |
| World Grand Prix                | DNQ              | 1R               | 1R               | 2R               |      |
| Campionat d'Europa              | DNQ              | 1R               | 2R               | 2R               |      |
| Grand Slam de Dards             | DNQ              | DNQ              | 2R               | RR               |      |
| Finals de Campionat de Jugadors | DNQ              | 2R               | 1R               | 2R               |      |

| Llegenda | Llegenda              | Llegenda | Llegenda                                                                     | Llegenda | Llegenda                   |
| -------- | --------------------- | -------- | ---------------------------------------------------------------------------- | -------- | -------------------------- |
| DNP      | No participà          | #R       | Eliminat a rondes primerenques (RR = Ronda Robin) (Prel. = Ronda preliminar) | QF       | Eliminat a quarts de final |
| SF       | Eliminat a semifinals | F        | Eliminat a la final                                                          | W        | Vencedor del torneig       |

## Vida personal
L'any 2010, Price fou patí una agressió davant d'un pub a Bargoed, que requerí una intervenció mèdica de 42 punts de sutura al front i 5 a la barbeta, i patí una hemorràgia cerebral i danys al nervi d'una cella. El seu atacant fou condemant a 12 mesos de presó. Price rebé una sentència similar per assaltar un altre home en un incident relacionat.